# Robert B. Morgan
Robert B. Morgan (Lillington, 1925. október 5. – Buies Creek, 2016. július 16.) az Amerikai Egyesült Államok szenátora (Észak-Karolina, 1975–1981).